# Deltocephalus pulvisculus
Deltocephalus pulvisculus är en insektsart som beskrevs av William Lucas Distant 1908. Deltocephalus pulvisculus ingår i släktet Deltocephalus och familjen dvärgstritar. Inga underarter finns listade i Catalogue of Life.